# السلكية (كابلات)

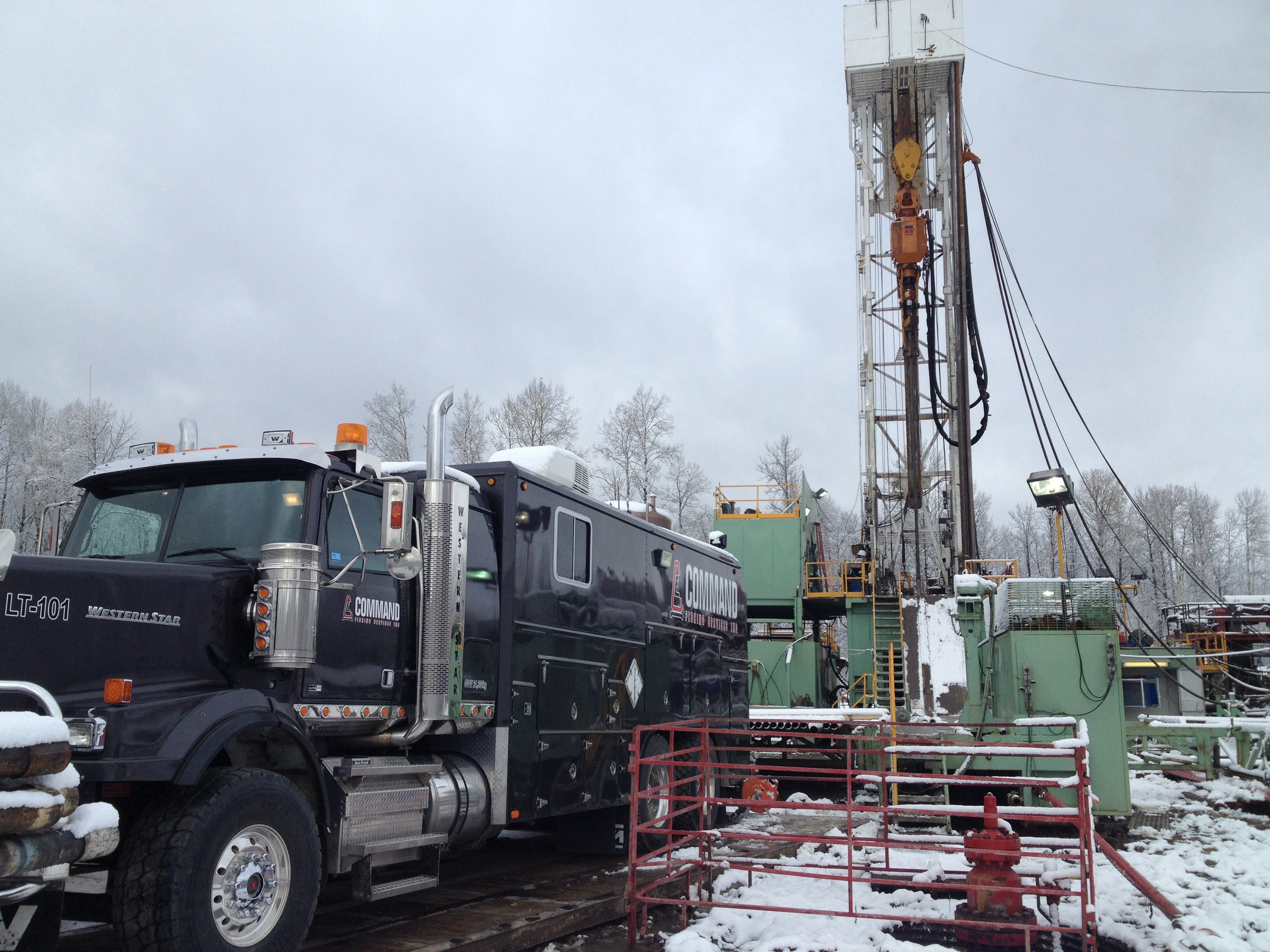
خدمات سلطة النتر (السحب).

السلكية في مجال النفط والغاز، مصطلح يشير عادة إلى تقنية الكبول المستخدمة من قبل مشغلي آبار النفط والغاز, والذي يتضمن ادراج معدات أو أجهزة قياس داخل البئر لأغراض، تقييم مقدار الاحتياطي النفطي، و استرداد انابيب الحفر العالقة خلال عملية الحفر.
الادوات المدرجة داخل البئر تستعمل للأبار القديمة التي يعاد العمل بها بعد فترة و أيضًا للابار الاستكشافية الجديدة بغرض اكتساب المعلومات الكافية و تسجيلها لغرض تقييم الاحتياطي النفطي، Wirelines وSlicklines هي أجهزة متشابهة جدا. في حين أن Slickline هو كبل رفيع يدرج في البئر لتقديم واسترجاع الأدوات العالقة في البئر، و السلكية هي كبول كهربائية محمية باسلاك مظفرة تستخدم لادراج أجهزة القياس في البئر ونقل البيانات حول ظروف البئر، تسمى هذه البيانات سجلات الأبار. عملية ادراج ادوات و أجهزة القياس داخل البئر و تسجيل البيانات المطلوبة لتقييم الاحتياطي النفطي تسمى الجس السلكي الكهربائي (Wireline Electrical Logging).
الكبول المظفرة من الممكن ان تتحتوي جزءا داخليا يتكون من موصلات معزولة كهربائيا وطيفتها ايصال الكهرباء إلى أجهزة قياس مربوطة بنهاية الكبل، عادة ما يعرف بالخط الكهربائي الذي يوفر طريقا للتواصل المعلوماتي ما بين المتحكم على السطح و ما بين أجهزة القياس داخل البئر.